# 科特图鲁
科特图鲁（Kotturu），是印度卡纳塔克邦Bellary县的一个城镇。总人口22667（2001年）。

## 人口
该地2001年总人口22667人，其中男性11803人，女性10864人；0—6岁人口2650人，其中男1399人，女1251人；识字率68.73%，其中男性为75.70%，女性为61.17%。